# サムノケファリス
サムノケファリス Thamnocephalis は、トリモチカビ目のカビの1つ。菌寄生菌で、二叉分枝した枝に対をなした頂嚢をつけ、その表面に多数の分生子をつけ、またその間に不実の棘を交える。最初の発見より長く未確認であったが、近年その素性が明らかになった。

## 特徴
比較的詳しい研究が行われている種である T. sphaerospora に基づいて記する。

### 菌糸体
栄養体菌糸は太さ1.5-2μmと細く、多核体であり、また各部で互いに融合して網状になる。またあちこちに短い横枝を出し、その先端に径10μmほどの膨らみを生じる。一部の横枝は強く歪められた形になる。またそこから胞子形成柄を出し、その基部に仮根を生じる。

### 無性生殖

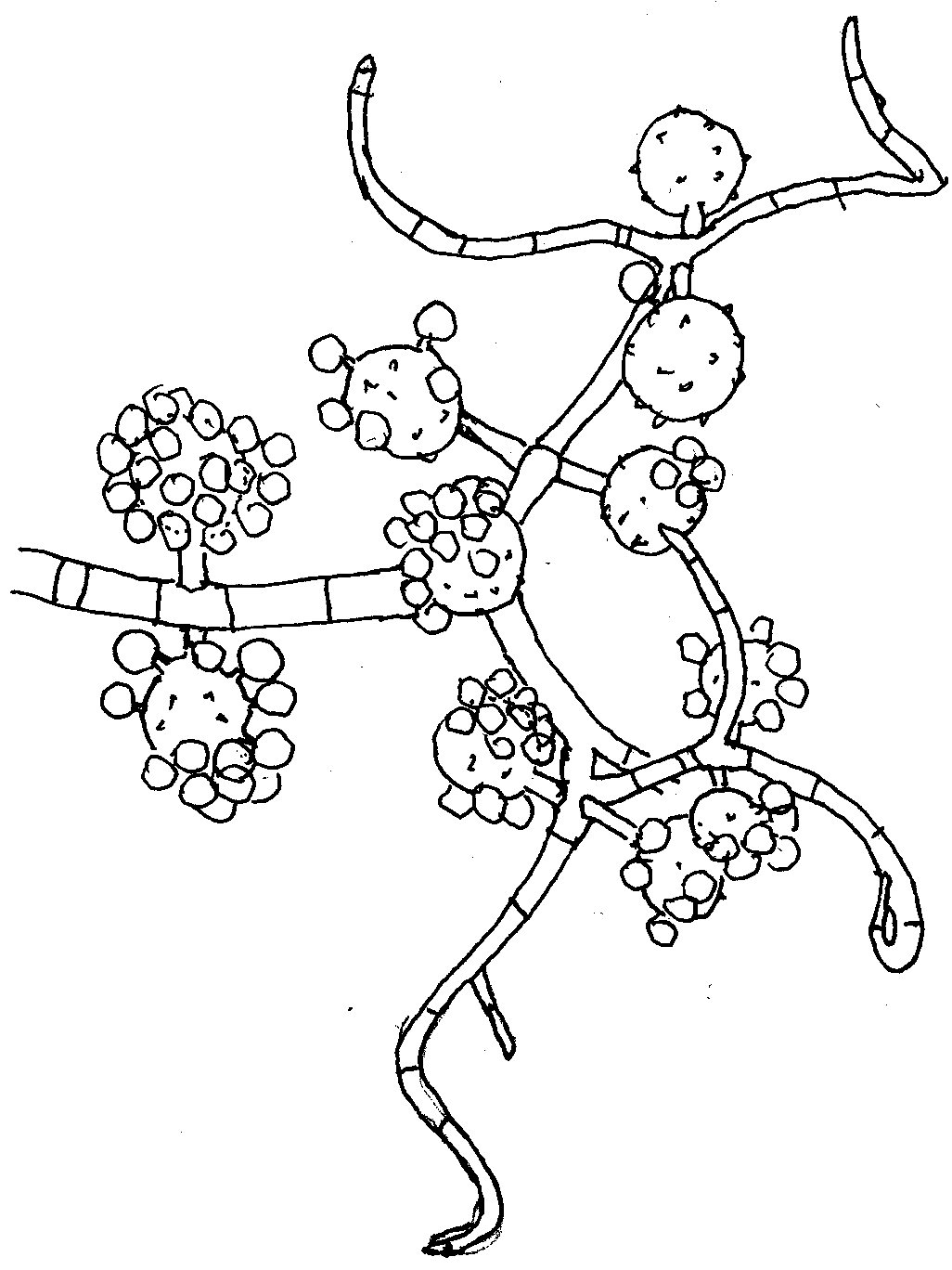
T. sphaerosporaの胞子形成枝の一部

無性生殖は胞子形成柄に作られる頂嚢上の分生子様の胞子による。Benny et al.(1992)はこれを単胞子性の小胞子嚢としている。胞子形成柄は基質菌糸から形成され、基部には仮根を生じる。仮根は二叉分枝しており、褐色から淡い褐色をしており、隔壁があり、やや厚い細胞壁を持ち、先端に向けて細くなり、長さは125-530μm。柄は先端に胞子形成部を持って長さ80-250μmで径は基部で9-15μm、先端部で7-8μm、褐色に色づき、細胞壁は厚く、隔壁がある。時に仮根から二番目の胞子形成柄を出すこともあり、またこの柄自身が分枝して同程度の胞子形成部を出す場合もある。
胞子形成部は単独で生じるか、または複数が寄り集まる。その輪郭は球形からやや不規則な形まであり、その径は170-345μm、明るい黄色をしている。構成しているのは胞子を形成する枝と頂嚢、それに分生子様の胞子である。胞子形成をする枝は多少とも2叉分枝に類する分枝を繰り返し、その回数は6-8回、あるいはそれ以上になり、褐色から淡褐色を呈する。枝全体は緩やかにらせんを描き、特にそれは先端の方で顕著である。それらの枝の先端は不実の棘で終わる。不実の棘は曲がるか渦巻き状に巻き、長さは50μmまで、先端に向かって細くなっており、また分枝を出すこともある。先端は鈍く尖り、先は丸まっている。
胞子を形成する枝の、その先端の1-2個を除いて分枝の部分の細胞はそれぞれ2つの柄を出し、その先端は膨らんで頂嚢となる。この枝は中心の軸に対して直角に出る。頂嚢の柄は円筒形だがわずかに先細りになっており、長さ3.5-5.5μm、幅2.5-3μm。頂嚢は普通は球形でその径は10-18μm、先端近くのものは時に卵形から広楕円形になって長さ10-13μm、幅8-11.5μm。壁は滑らかで無色から淡褐色。その表面全体に分生子をつけ、それらは基部から先端に向けて成熟する。分生子には小さな柄があり、長さ1-1.5μmで幅0.5μm、互いに3.5-6μmほど離れて配置している。分生子はほぼ球形で径5-6.5μm、普通はその表面は滑らかで、希に細かな棘状突起が並び、無色から明るい黄色をしている。

### 有性生殖
有性生殖は接合胞子嚢形成によると思われるが、それにに関しては全く知られていない。

## 属の特徴
この属の再検討をしたBenny et al.(1992)では本属の特徴を以下のようにしている。
栄養菌糸は比較的薄壁で網状になり、その横枝が2度2又分枝し、その片方が気中に立ち上がって胞子形成部を作り、他方は基質の側に伸びて分枝し、仮根を形成する。1つの気中の枝は消えるか、あるいは胞子形成部を作り、仮根の側では普通4本の仮根の主軸が形成される。胞子形成菌糸はやや2叉分枝的な分枝、あるいは2叉分枝を数度繰り返し、その枝は全体としてジグザグしたようならせん状に生長し、その先端は不実の棘となる。叉その棘が複数の枝を持つこともある。また次第に隔壁を生じる。不実の棘は真っ直ぐか曲がっており、単一か分枝を持ち、隔壁があり、成熟すると容易に外れる。胞子を形成する頂嚢は胞子を形成する枝の分枝の部分から対をなして生じ、その表面は柄を持った小胞子嚢に覆われる。小胞子嚢は単胞子性で球形か卵形、表面は滑らかか装飾される。胞子嚢胞子は小胞子嚢と形、大きさがほぼ等しい。厚膜胞子や接合胞子は未知。

## 生態など
ごく希にしか観察されていない。3種が知られるが、Benny et al.(1992)の時点ではいずれも1回か2回しか発見されていない。そのうちでタイプ種である T. quadrupedata は北アメリカで発見された後に中国で見つかっており、分布域そのものは狭いものではない可能性がある。
発見されたのは蛙やトカゲの糞から、というのが多い。菌寄生性ではないか、ということは記載時より想像されていたところであるが、Benny et al.(1992)はこれをコケロミケス Cokeromyces との2員培養で分離することに成功した。後にタイプ種についてはハエカビ目の Basidiobolus ranarum を宿主とすることが示された。この菌は宿主菌体に接触するとその表面に付着器を形成し、さらに宿主内部に繊細な菌糸を侵入させる。侵入には物理的圧力と細胞外酵素が用いられる。

## 経緯
本属を記載したのはBlakeslee(1905)である。該当の論文はクスダマカビ Cunninghamella と本属の発見を抱き合わせたもので、クスダマカビの方は C. echinulata に接合胞子嚢を形成させることに成功した、という報告である。何しろこのカビが不完全菌類の属である Oedocephalum の新種として記載されたのが1891年、これを Thaxer がケカビ類のものと断じて現学名の元に移したのが1903年である。要するに接合菌とかケカビ類とかの概念がようやくできかけていた時代の話である。そんな中、分生子のような胞子しか作らないケカビ類似の菌のつながりで本種の記載が行われた形で、この種に関しては、水苔上の糞に生育させたものを観察し、それを元に記載したものである。その出現状況としては、まずケカビが生育し、問題のカビが発生してきた。この胞子形成部を同様な培養条件に移したが再度出現することはなかった。馬糞からなる寒天培地上で胞子の発芽を確認したが最長で170μmまで菌糸が伸びたところで成長が停止したという。したがってこの著者はさほど多くの観察を行えたわけではないが、その範囲では詳細な記載と、それに緻密な図を残しており、栄養菌糸体が網状であることや胞子形成柄の発達や仮根の様子、胞子形成枝の分枝の様子なども克明に示されている。またこの著者は太い仮根の主軸が下向きに4本伸び、上向きに未熟な胞子形成柄が伸びた姿を指して『キリンか何かの動物を漫画化したような(a caricature of some giraffe-like creature)』と表現して見せ、これをこのカビの標準的な形と判断し、そこから逸脱したものはない、としている。その上で著者はこの種を新属のタイプ種と見なして Thamnocephalis quadrupedata と命名し、本属が明らかにシグモイデオミケス Sigmoideomyces と近縁であり、同一のグループに属すると指摘している。この属は Thaxter が1891年に記載したもので、本属同様に分枝を繰り返す枝から対をなして頂嚢を出し、その表面に分生子様の胞子をつけるが、異なる点は先端の不実の棘が櫛状に多数の枝を出している点である。また成長段階では隔壁を持たないが、胞子形成の頃から隔壁を生じることに着目し、前者はクスダマカビ同様に本属はケカビ類に含まれる可能性を示す特徴であるとし、しかし後者、隔壁が作られることはクスダマカビに見られないもので、むしろエダカビ Piptocephalis などに見られること、栄養菌糸が繊細で網状を示すことはハリサシカビ Syncephalis に似ていることなども指摘している。また胞子が発芽してすぐに成長を停止したことから本属が寄生性のものではないかと推測し、宿主としてはその培地でよく繁茂していたケカビ類なのではないかとしている。

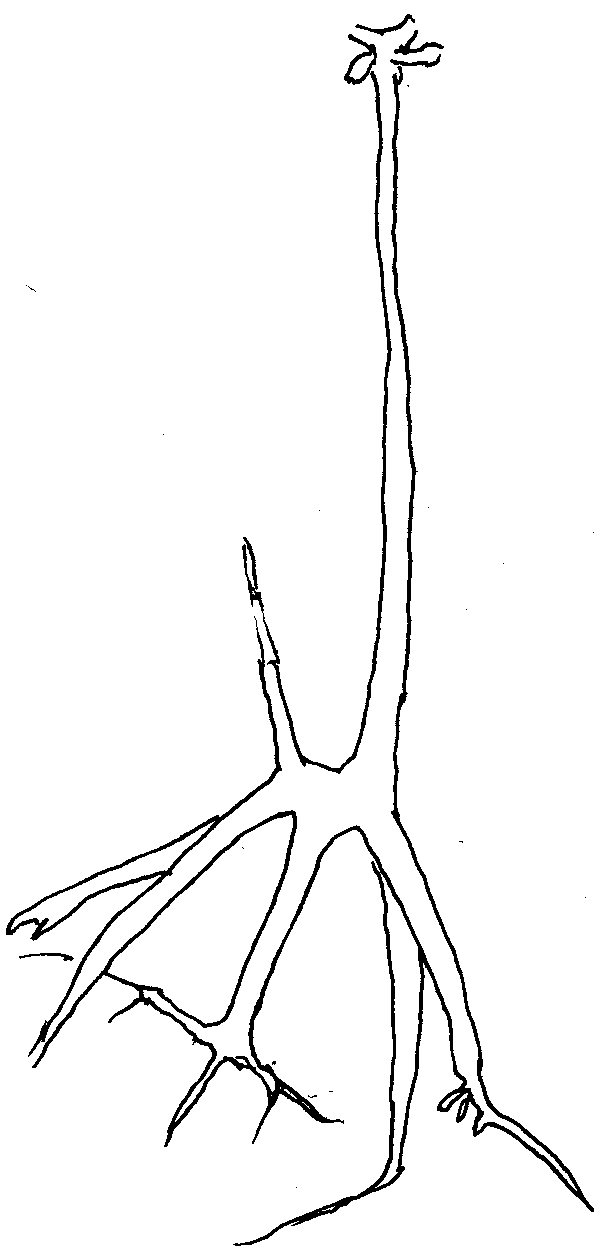
Blakeslee による『キリンか何か』のような胞子形成部の若い姿
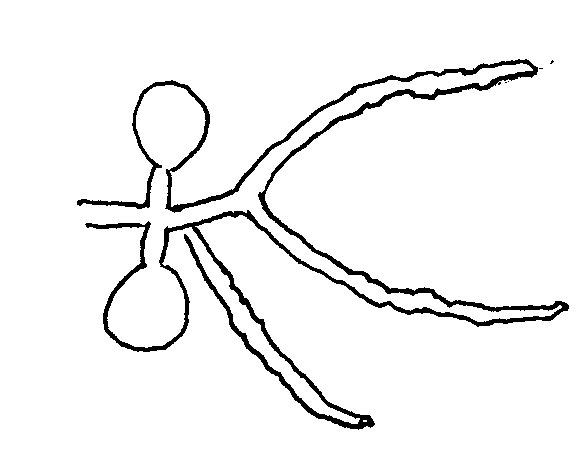
同、若い胞子形成枝先端部。
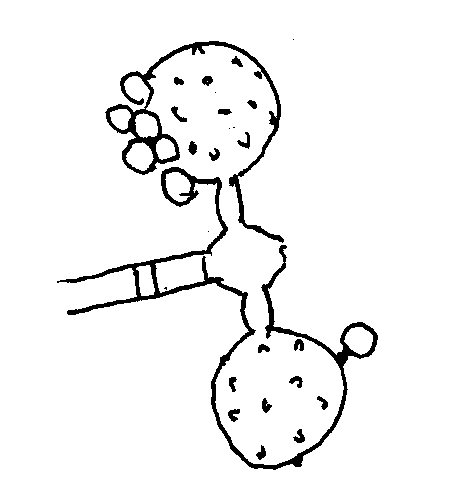
同、対をなす頂嚢

その後、第2の種である T. ovalispora が1964年にインドから記載された。これはタイプ種に似ているが分生子が卵形であることで識別された。ただしこの種も培養はできておらず、また標本も残されなかった。
この間、ケカビ目の分類研究は進み、ケカビ目には複数の科が立てられるようになった。ただしその体系は研究者によって様々であった。本属に関しては何しろ培養株がない上に新たな発見もないので研究対象にはしがたいのであるが、常にクスダマカビにくっつける形で扱われた。クスダマカビは頂嚢の表面に分生子様の胞子を並べるのが特徴なので、同様に頂嚢上に小胞子嚢を並べるコウガイケカビ Choanephora を中心としたコウガイケカビ科 Choanephoraceae に含めるか、独自にクスダマカビ科 Cunninghamellaceae とするか、というのが大まかな判断で、本属はその立場によって、しかしほぼ必ずクスダマカビにくっつけて扱われた。ちなみにシグモイデオミケスは本属と共に扱われることもあったが、その存在が疑わしいとされたり、不完全菌とされた例も多かった。その点本属はその存在を疑われたことがあまりない。これは原記載がきわめて詳細で、図も立派なものであったことによると思われる。
そんな中でG. L. Benny がThaxer によるシグモイデオミケスの未記載種の標本を見つけ出し、またR. K. Benjamin が本属の未記載種の培養に成功したことから本属と関連する属の見直しが行われたのがBenny et al.(1992)である。この中で本属の再検討と新しい種である T. sphaerospora の記載が行われた。同時にシグモイデオミケスの再検討と、更にそれらに近縁な新属としてレティキュロケファリス Reticulocephalis が記載され、それら3属をまとめて含める新科としてシグモイデオミケス科 sigmoideoicetaceae が提起された。
なお、この段階ではこの群はケカビ目に属するものと判断されていたが、Benjaminが1979年にエダカビ科 Piptocephalidaceae、ヘリコケファルム科 Helicocephalidaceae と共に本群をトリモチカビ目に移し、その扱いが現在も支持されている。分子系統の結果によると、本属はやはりトリモチカビ目の系統に含まれ、特にハリサシカビ属と1つのクレードをなすとされている。

## 下位分類
現在、この属には以下の種が記録されている。簡単な特徴と分布を記す。
- Thamnocephalis
  - T. ovarispora B. S. Mehrotra & B. R. Mehrotra, 1964：小胞子嚢が卵形。インドとパキスタン。
  - T. sphaerospora R. K. Benjamin, 1992：小胞子嚢は球形で表面に小棘あり、頂嚢の柄が基部でくびれない。北アメリカ。
  - T. quadrupedata Blakeslee, 1905：小胞子嚢は球形でその表面はほぼ滑らか、頂嚢の柄はくびれる。北アメリカと中国。